# Гуткин, Абрам Андреевич
Абрам Андреевич Гу́ткин (1890—1962) — советский врач-инфекционист, деятель здравоохранения, Заслуженный врач Карело-Финской ССР (1946), Заслуженный врач РСФСР (1959).

## Биография
Родился в Невеле в семье Арона Лейбовича Гуткина и Ханы Кусиелевны Кацовой. Окончил в 1910 году Петрозаводскую фельдшерскую школу. Участник Первой мировой войны.
После окончания в 1922 году 2-го Ленинградского медицинского института работал в медицинских учреждениях Петрозаводска с инфекционными больными.
Участник советско-финской войны (1939—1940).
В 1953—1962 годах — заведующий инфекционным отделением первой в Карелии инфекционной больницы в Петрозаводске.

## Семья
Брат — К. А. Гуткин (1893—1984) — врач-акушер-гинеколог, Заслуженный врач Карело-Финской ССР (1943), Заслуженный врач РСФСР (1958).